# Гирова
Гирова або Хирова (пол. Chyrowa) — лемківське село в Польщі, у гміні Дукля Кросненського повіту Підкарпатського воєводства. Населення — 101 особа (2011).

## Історія
Перша письмова згадка датується 28 серпня 1366 р., коли Казимир III Великий у Кракові підтвердив дарування канцлером Янушем Сухивільком своїм синам сіл Гирова, Кобиляни, Ленки, Сулістрова, Дукля, Наділля, Мшана, Драганова, Івля та інших.
Церква вперше згадується 1536 року. Нинішня церква Покрови Пресвятої Богородиці має дату 21 червня 1780 р. на надпоріжжі порталу бабинця. Місцева греко-католицька парохія належала до Дуклянського деканату Перемишльської єпархії (1934—1946 рр. — Апостольської адміністрації Лемківщини). Метричні записи велися від 1784 р. Після депортації українців перетворена на костел.
У 1939 році в селі проживало 760 мешканців (усі 760 — українці).
Після Другої світової війни Лемківщина, попри сподівання лемків на входження в УРСР, була віддана Польщі, а корінне українське населення примусово-добровільно вивозилося в СРСР. Згодом, у період між 1945 і 1947 роками, у цьому районі тривала боротьба між підрозділами УПА та радянським військами. Решту лемків (118 осіб) в 1947 році між 25 і 31 травня в результаті операції «Вісла» було депортовано на понімецькі землі Польщі.
У 1975—1998 роках село належало до Кросненського воєводства.

## Демографія
Демографічна структура станом на 31 березня 2011 року:
|          | Загалом | Допрацездатний вік | Працездатний вік | Постпрацездатний вік |
| -------- | ------- | ------------------ | ---------------- | -------------------- |
| Чоловіки | 51      | 13                 | 34               | 4                    |
| Жінки    | 50      | 9                  | 28               | 13                   |
| Разом    | 101     | 22                 | 62               | 17                   |